# Bathygobius coalitus
Bathygobius coalitus är en fiskart som först beskrevs av Bennett 1832.  Bathygobius coalitus ingår i släktet Bathygobius och familjen smörbultsfiskar. Inga underarter finns listade.